# 1702 w polityce

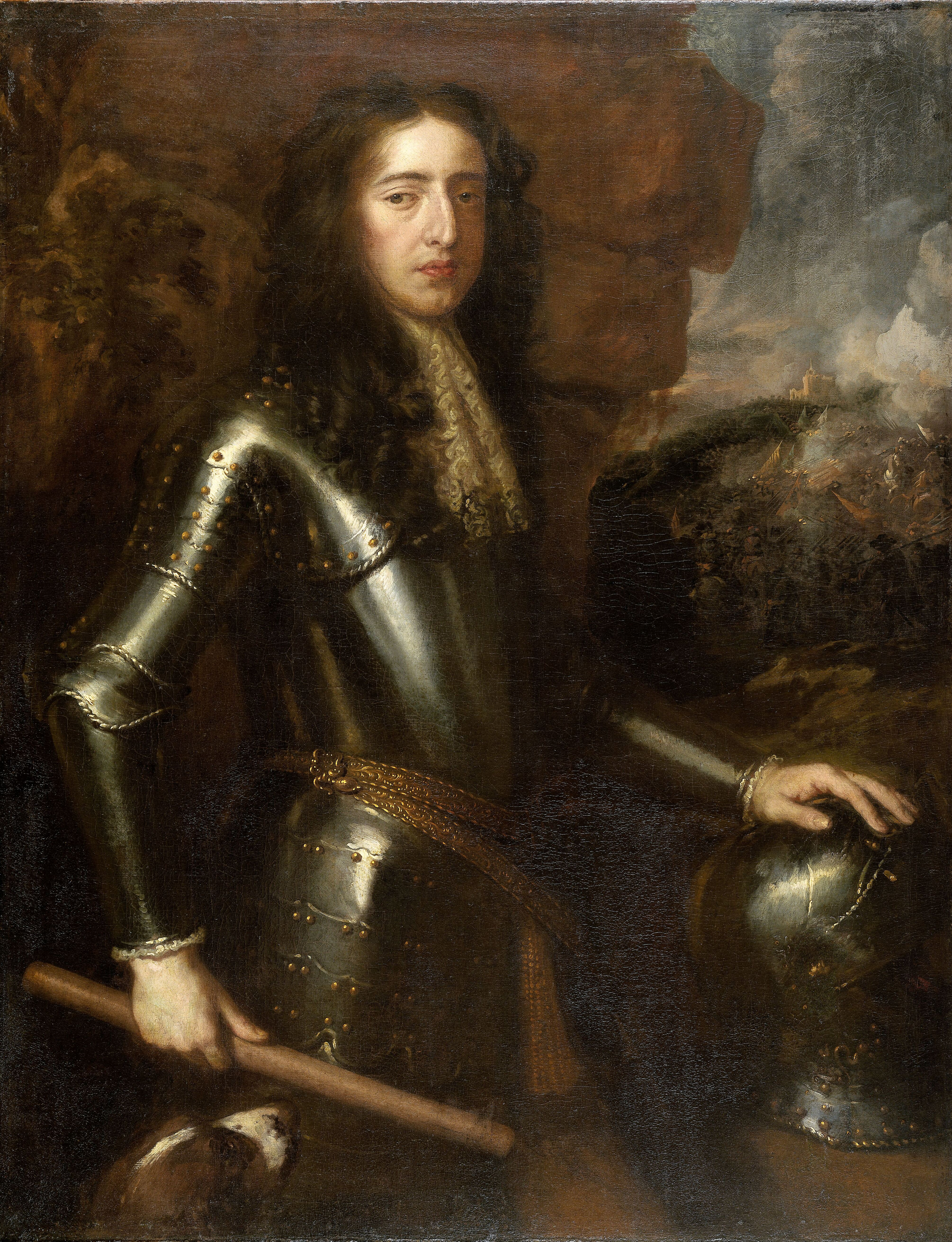
Wilhelm III Orański

Wydarzenia polityczne w 1702 roku.

## Urodzili się
- 13 czerwca Michał Kazimierz Radziwiłł Rybeńko, polski magnat[1].
- 12 sierpnia Józef Andrzej Załuski, polski biskup[2].

## Zmarli
- 8 marca Wilhelm III Orański, król Anglii i Szkocji[3].